# Nie Haisheng
Nie Haisheng (chino simplificado 聂海胜; chino tradicional 聶海勝; nacido 13 de octubre de 1964) es un piloto militar chino y taikonauta  de la CNSA.

## Carrera como astronauta
Nie nació en el pueblo Yangdang de Zaoyang, provincia de Hubei. Después de graduarse de la secundaria, se alistó en la Fuerza Aérea del Ejército Popular de Liberación (PLAAF) y llegó a ser piloto de caza. Entrenó en la Escuela de Vuelo Número 7 de la PLAAF y se graduó en 1987. Tras graduarse, continuó su carrera en las Fuerzas Aéreas, donde llegó a ser teniente coronel.
El 12 de junio de 1989 mientras volaba a 13 000 pies de altura (4.000 metros) su avión sufrió una explosión y perdió el motor. El avión entró en barrena y la cabina empezó a calentarse. Tratando de volver a tomar el control de la nave, esperó a que el avión estuviera a entre 1.500 y 1.700 pies de altura (400 a 500 metros) para eyectarse. Por esa acción fue condecorado con una medalla de tercera clase. En el año 1998 fue seleccionado para el programa de taikonautas, siendo uno de los tres candidatos finales para volar en la nave Shenzhou 5. Finalmente fue seleccionado Yang Liwei.
El 12 de octubre de 2005 despegó como ingeniero de vuelo de la nave Shenzhou 6, comandada por Fei Junlong en una misión que duró cinco días.

## Vida personal
Está casado con Nie Jielin (聂捷琳) y tiene una hija. Durante su estancia en el espacio en la misión Shenzhou 6, celebró su cuadragésimoprimer cumpleaños.
El asteroide 9517 Niehaisheng lleva su nombre.